# Nohurlar
Nohurlar è un comune dell'Azerbaigian situato nel distretto di Şabran.